# Kai Nielsen (billedhugger)
 Der er flere personer med dette navn, se Kai Nielsen (flertydig).
 Ikke at forveksle med billedhuggeren Kaj Nielsen (1910-1990) stavet med j
Kai Nielsen (født 26. november 1882 i Svendborg, død 2. november 1924 på Frederiksberg) var en dansk billedhugger og regnes blandt gruppen af fynske kunstnere omkring det 20. århundredes begyndelse.

## Liv og karriere
Kai Nielsen var søn af urmager Christian Nielsen og hans kone Anna Maria og bror til arkitekten Viggo Berner Nielsen. Kai Nielsen var 1897-1901 i malerlære hos Johannes Voss i Svendborg. Man kan beskue et af hans tidlige arbejder i Gerritsgade 9, Svendborg, hvor han sammen med vennen Niels Hansen udsmykkede barndomshjemmets trappe med en frise. I 1901 kom Nielsen til København, hvor han arbejder som malersvend. Han blev optaget på Kunstakademiet i København, hvor han afsluttede sin uddannelse i 1912.
Kai Nielsen begyndte som maler, men blev snart grebet af billedhuggerkunsten. Det mest karakteristiske ved Nielsens skulptur er de mange afrundede former. Der er ingen skarpe linjer eller skarpe kontraster, og ingen uharmoniske mellemrum eller pauser. Han var optaget af begrebet rundskulptur, som er en skulptur, som skal kunne ses fra alle sider. Især kan man beskrive hans værker som en hyldest til fokuseringen, hengivelsen til en ganske bestemt opgave eller handling. Figurerne er jordbundne, enkle og rolige. Sjældent rager lemmerne ud, men holdes tæt til kroppen. Alligevel udstråler de en livskraft en optagethed af deres eget liv og således en kontrast til den fremherskende symbolisme. Nogle er endda groteske statuetter, skamløse og blottet for skyld, men dog uden at virke vulgære. 
Kai Nielsens fik sit egentlige gennembrud med den naturalistiske skulptur Nøgen, en foroverbøjet siddende kvindeskikkelse skjulende ansigtet i sine arme. Nielsen deltog i en konkurrence om udsmykningen af kongetrappen på Christiansborg Slot. Den nordiske mytologi var opgivet som tema, hvor Nielsen gjorde Ymerbrønden. Han vandt ikke konkurrencen, men værket blev senere opstillet på torvet i Fåborg, hvor den i øvrigt vakte forargelse.
Samtidig med afsløringen af Ymerbrønden var der rejsegilde på Faaborg Museum, hvortil Nielsen senere gjorde en statue af museets mæcen - den lavstammede frugtavler og konservesgrosserer Mads Rasmussen – udført som en leende kæmpe i poleret sort granit. Figuren er pompøs, uden overdrevne effekter men med de allernødvendigste detaljer; fx er pressefolden i bukserne kun lige antydet. I figuren af industrimanden er, som i Nielsens produktion i øvrigt, også livsglæden og sanseligheden nærværende: Ved hans fødder kravler glade nøgne børn rundt med æbler i favnen. Den følelsesdyrkende naturalisme er et centralt element i Nielsens arbejder.
Tilsvarende sanselig er han i kvindefigurerne. Leda med svanen og ikke mindst Leda uden svanen, som i lighed med med Ymer-figuren klart vedstår kønnet. Når kroppens naturlige stilling åbner for det, skjuler han ikke kroppens åbninger.
Nielsen nåede i sit korte liv at blive førende kunstner og kendt i vide kredse, både via sine officielle opgaver og via sin statuetteproduktion for bl.a. porcelænsfabrikken Bing & Grøndahl, København, samt Kählers keramik i Næstved.
Sammen med vennen arkitekten Ivar Bentsen udformede Kai Nielsen Blågårds Plads i København i et forsøg på at forene arkitektur og skulptur. Skulpturgrupperne af håndværkerne og børnene afspejlede pladsens firkant med deres kubiske helhedsform. Ligeledes kan figurerne betragtes som en tilstræbelse mod en enhed med de dengang omkringboende arbejdende folk.
Nielsens søn, Yan (1919-2001), var også billedhugger.